# 江朝宗
江 朝宗（こう ちょうそう）は、清末民初の政治家・軍人。初めは北京政府に属した。後に中華民国臨時政府など親日政権に与している。字は宇澄。号は雨丞。

## 事績

### 袁世凱腹心へ
最初は台湾巡撫劉銘伝に仕え、台湾に渡って劉銘伝の属官として活動する。しかし江朝宗は賄賂を度々収受したために、1889年（光緒15年）に劉銘伝により収監され、本土へ送り返されている。後に、袁世凱に取り入ってその配下となった。袁世凱が一時失脚すると鉄良配下に転じ、陝西省で漢中鎮正二品総兵に任命された。
辛亥革命が勃発すると、江朝宗は陝西省から北京へ逃亡した。江朝宗は民政部侍郎趙秉鈞の手引きを得て、復権した袁世凱の下で歩軍参謀官に任命される。1912年（民国2年）7月、署理歩軍統領に昇進する。翌年12月から正式にその地位に就いた。以後、袁世凱の腹心として活動し、1915年（民国4年）の袁世凱の皇帝即位の際には、大典籌備処委員として輔弼した。

### 国務総理代理に
袁世凱死後、1917年（民国6年）5月に、江朝宗は王士珍を補佐して京津警備副司令に就任した。まもなく張勲が北京入りを図り、黎元洪に対して国会解散を迫った際には、江朝宗が黎元洪から委任されて国会解散命令に署名した。さらに14日間ではあるが国務総理代理を務めた。
同年7月1日に張勲が復辟を敢行すると、江朝宗はこれを支持して復辟会議にも参加した。しかし、まもなく段祺瑞が張勲討伐に動くと、江朝宗は張勲を裏切り段祺瑞に呼応した。それでも落着後には、江朝宗は歩軍統領の辞任に追い込まれている。
1918年（民国7年）10月、江朝宗は銭能訓内閣で防疫督弁をつとめた。しかし、その職務は怠慢かつ腐敗したものであり、世論から度々批判された。1919年（民国8年）、銭能訓とともに辞任した。以後の江朝宗は、安徽派を糾合して安徽省の統治者になろうとしたり、あるいは呉佩孚らの直隷派を支援したりするなど、復権のための様々な政治的画策を行った。しかし、ことごとく失敗に終わっている。

### つかのまの北平市長
1937年（民国26年）7月に盧溝橋事件が勃発すると、江朝宗は日本軍の後ろ盾を得て、北平（北京）治安維持会会長兼特別市市長に就任した。同年12月に王克敏が中華民国臨時政府を樹立すると、江は北京特別市長に重任した上で、臨時政府委員（議政委員会委員）を兼任する。しかし臨時政府の下で北平治安維持会は解散され、江の立場は動揺する。江は王の下風に立つことを拒み、翌1938年（民国27年）1月5日、北京特別市長の兼務を辞し、臨時政府委員専任となった。
1940年（民国29年）3月30日、南京国民政府（汪兆銘政権）に臨時政府が合流し、華北政務委員会に改組される。江朝宗は、臨時政府委員の地位をそのまま引き継ぐかのように、華北政務委員会委員に特派された。それから間もない同年6月6日、政敵の王克敏が汪兆銘らとの政治的対立の末に、華北政務委員会委員長を辞職している。
1943年（民国32年）9月20日、老衰のため北京特別市で死去。享年83。

## 脚注

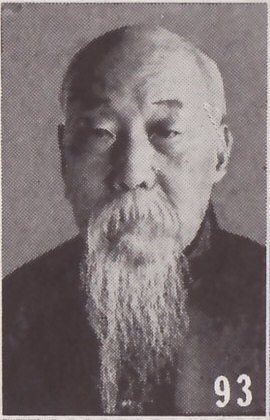
江朝宗別影（『最新支那要人伝』1941年）